# Ротруда
Ротруда (нем. Rotrud (Hruodtrud), 775 — 6 июня 810) — старшая дочь Карла Великого и Хильдегарды из Винцгау, названная в честь бабушки будущего императора.
По предложению византийской императрицы Ирины в 781 году в Риме состоялась помолвка 6-летней Ротруды с 10-летним Константином VI. Для преподавания греческого языка и традиций Византии из Константинополя был отослан евнух Элиссеос (Elissaios).
В связи с нарастающими разногласиями между империями последующий брак не состоялся, помолвка была расторгнута в 787 году.
В незаконной связи с графом Мэна Роргоном I Ротруда родила Людовика Мэнского, ставшего впоследствии аббатом монастырей Сен-Дени, Сен-Рикье и Сен-Вандриль (Фонтенель).